# Nobuko Imai

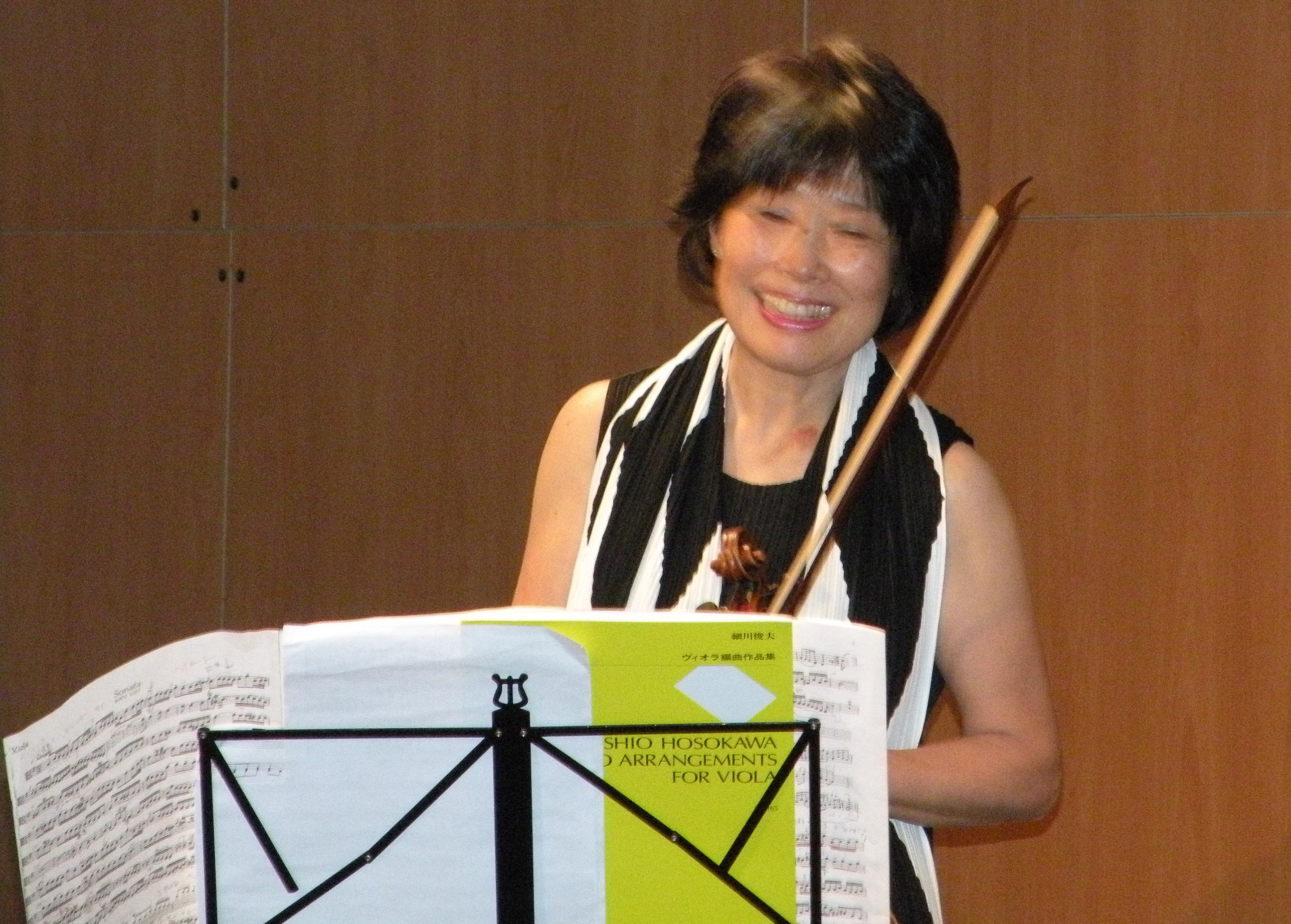
Nobuko Imai während la Folle Journée 2009

Nobuko Imai (jap. 今井 信子, Imai Nobuko; * 18. März 1943 in Tokio) ist eine japanische Bratschistin, die sowohl als Kammermusikerin als auch als Solistin bekannt wurde. Seit 1988 spielt sie eine Andrea Guarneri von 1690.

## Leben und Wirken
Nobuko Imai studierte an der Toho Musikhochschule in Tokio sowie an der Yale University und der Juilliard School of Music in den USA. Sie war in den beiden bedeutendsten internationalen Wettbewerben für Viola erfolgreich: Beim Internationalen Musikwettbewerb der ARD in München erhielt sie den höchsten, beim Internationalen Violawettbewerb in Genf den zweiten Preis. Sie unterrichtete zwanzig Jahre lang an der Hochschule für Musik Detmold, danach am Konservatorium von Amsterdam, dem Conservatoire de musique de Genève und am Conservatoire Supérieur et Académie de Musique Tibor Varga in Sion. Imai ist künstlerische Beraterin der Casals Hall in Tokio, wo sie ein jährliches Viola-Festival leitet. Seit 2007 ist sie Professorin des Studiengangs Kronberg Academy Masters.
Imai war mehrere Jahre Mitglied des Vermeer Quartetts, bevor sie 2002 das Michelangelo String Quartet gründete, in dem sie zusammen mit Mihaela Martin, Daniel Austrich und Frans Helmerson spielte. Sie arbeitete in kammermusikalischen Projekten mit Solisten wie Martha Argerich, Kyung-Wha Chung, Heinz Holliger, Mischa Maisky, Midori, Murray Perahia, Gidon Kremer, Yo-Yo Ma, Itzhak Perlman, András Schiff, Isaac Stern und Pinchas Zukerman zusammen und konzertierte mit den weltweit bedeutenden Orchestern wie dem Berliner Philharmonischen Orchester, den Wiener Symphonikern, dem Concertgebouw-Orchester Amsterdam, dem London Symphony Orchestra, Boston Symphony Orchestra, Chicago Symphony Orchestra und dem NHK Symphony Orchestra Tokio.
Nobuko Imai setzt sich besonders für die Musik zeitgenössischer Komponisten ein. Toru Takemitsu komponierte für sie das Konzert A String around Autumn. 1995 initiierte sie drei Hindemith-Festivals in Tokio, London und New York. 1996 wurde ihr der Suntory Hall Arts Prize, die höchste kulturelle Auszeichnung Japans, verliehen. Für junge Musiker aus Japan und den Niederlanden gründete sie die East West Baroque Academy.
Unter den mehr als 30 CD-Einspielungen Imais fand die Gesamtaufnahme der Suiten für Violoncello solo in der Bearbeitung für Viola solo von Johann Sebastian Bach besondere Beachtung.